# Marius Daille
Marius Daille, francoski general, * 10. oktober 1878, † 6. januar 1978.